# Dipartimento della Dora
Dipartimento della Dora (in francese, Département de la Doire) era il nome di un dipartimento del Primo Impero francese, nell'attuale Italia settentrionale, nel territorio compreso principalmente fra Valle d'Aosta e Canavese, dove scorre il fiume Dora Baltea, da cui il nome.

## Storia
Fu creato l'11 settembre 1801 (decreto del 24 Fruttidoro, anno X), quando Napoleone Bonaparte progettò l’annessione della Repubblica Subalpina alla Prima Repubblica francese; questo territorio del Piemonte sabaudo nel 1798 era stato amministrato in un primo tempo in un'entità chiamata Éridan che includeva anche il dipartimento del Po.
La sede della prefettura venne insediata nel Palazzo Giusiana di Ivrea.
L'area tornò sotto il dominio sabaudo in virtù del Trattato di Fontainebleau dell'11 aprile 1814.

## Popolazione
La popolazione nel 1812 era stata stimata in 238.000 abitanti, in parte francofoni, corrispondenti in particolare all'attuale Valle d'Aosta.

## Territorio
Il territorio del dipartimento si estendeva tra gli attuali Canavese e la Valle d'Aosta.
Secondo il Dictionnaire géographique portatif (1809), abbondava in pascoli, campi coltivati a grano e canapa, frutteti di tutte le specie; aveva alcune miniere di ferro, fabbriche tessili e manifatture seriche; notevole era anche il commercio di bestiame.
L'area del dipartimento aveva un'estensione di 250.853 ettari.

## Suddivisione amministrativa
Il capoluogo era Ivrea, le sottoprefetture Aosta (Aoste) e Chivasso, con tre arrondissement corrispondenti: Ivrea, Aosta e Chivasso.
- Arrondissement di Ivrea (Ivrée)[5] :
  - Cantoni: Candia, Caravino, Castellamonte (Castellamont), Chiaverano, Cuorgnè, Ivrea (Ivrée), Locana, Ponte (Pont-Canavese), San Martino Canavese (Saint-Martin), Settimo Vittone (Settimo-Vittone), Strambino, Vico, Vistrorio.
- Arrondissement di Aosta (Aoste) :
  - Cantoni: Aosta (Aoste), Châtillon, Donnas, Fontainemore (Fontaine-More), Morgez, Valpelline, Verrès, Villeneuve.
- Arrondissement di Chivasso:
  - Cantoni: Caluso, Chivasso, Rivara, Rivarolo, San Benigno Canavese (Saint-Benigno), San Giorgio Canavese (Saint-Georges).

La Dora faceva parte della 27ª divisione militare, con Marengo, il Po, il Sesia, la Stura e, fino al 1805, il Tanaro. Il 24º reggimento di cacciatori a cavallo aveva il suo deposito a Ivrea. Il 13 aprile 1809, la 9ª compagnia del reggimento fu stabilita nella stessa città da parti dei reggimenti 3º, 14º e 24º.